# Дюла
Дюла (укр. Дюла) — село в Пийтерфолвовской общине Закарпатской области Украины. Код КОАТУУ — 2121282301. До 14.09.2004 входило в состав Чернотисовского сельского совета с кодом 2121286203.
Население по переписи 2001 года составляло 1421 человек. Почтовый индекс — 90364. Телефонный код — 03143. Занимает площадь 4940 км².

## История
В 1946 году указом ПВС УССР село Дюла переименовано в Юловцы.
В 1995 году селу возвращено историческое название

## Местный совет
90364, Закарпатская обл., Виноградовский р-н, с. Дюла, ул. Садовая, 3, тел. 3-93-50